# Група 484
Група 484 је невладина организација, основана 1995. године са циљем да подржи самоорганизавање 484 избеглих породица, које су бежећи из Крајине од акције хрватске војске „Олуја“ уточиште пронашли у Србији.
Оснивачица Групе 484 је Јелена Шантић која је за свој мировни рад добила је награду Pax Christi International 1996. године. Ова награда додељује се истакнутим појединцима и организацијама који се залажу за мир, правду и ненасиље широм света.  

## Прве активности формирања Групе 484
У мају 1995. године, прво под акцијом „Бљесак”, а потом у августу „Олује” 250 000 Срба напустило је своје домове у Хрватској и пребегло у Србију, где је већ било преко 300.000 избеглица из Босне и Херцеговине и Хрватске, у новембру је потписан Дејтонски споразум којим су окончани сукоби у Босни и Херцеговини и договорена мирна реинтеграција Источне Славоније у Хрватској. Заједно са мировним активистима Центра за антиратну акцију и групе МОСТ организована је подела хуманитарне помоћи и слање у свет информација о ситуацији у којој су се избеглице нашле. У сарадњи са мировним организацијама из Хрватске организовано је тражење несталих и правна заштита заробљенима. Из тог активистичког језгра и енергије, а у оквиру првог дугорочнијег пројекта за збрињавање 484 избегличке породице, настала је Група 484

## Развој организације у периоду од 1995-2000
У овом периоду Група 484 реализовала је различите радионице, курсеве, акције, пројекте. Најзначајнији међу њима јесте пројекат „Обнова поверења у Источној Славонији, Барањи и Западном Срему”, оснивање „Клуба за промоцију цивилне културе” и „Абецеда демократије”. 

### Обнова поверења у Источној Славонији, Барањи и Западном Срему (1996)
Пројектом „Обнова поверења у Источној Славонији, Барањи и Западном Срему”  који је започет 1996. године формиране су волонтерске групе из 484 избегличких породица за три подручја: Вуковар, села око Вуковара - Сотин, Товарник, Миклушевци, Чаковци, Илача, Маркушица и Илок, верујући да становништво тог подручја има шансу да избегне судбину избеглиштва и да ће најбољу подршку у том процесу пружити они који су већ постали избеглице, док се други део сарадње заснивао на интензивној сарадњи са мировним организацијама из Хрватске, Србије и подручја Источне Славоније.
Један од важних аспеката била је изградња мреже организација из Хрватске и Србије „Координација за Источну Славонију, Барању и Западни Срем“ стварањем и обновом поверења. Овај пројекат је омогућио избеглицама да поново успоставе везе са својом матичном државом.

### Оснивање „Kлуба за промоцију цивилне културе“
Основали су „Клуб за промоцију цивилне културе” као оквир за интеграцију избеглица и учешће у процесима стварања цивилног друштва у Србији. Курсеви и радионице су биле усмерене на оснаживање властитих активистичких потенцијала, упознавање са људским правима и усвајање социјалних вештина.

### „Абецеда демократије“ (2000)
У септембру започињу пројекат „Абецеда демократије” са жељом да подстакну младе на друштвени ангажман у њиховим локалним заједницама и да на тај начин подрже демократске промене. Семинарима за наставнике – будуће водитеље у Београду, Обреновцу и Аранђеловцузапочињу велики програмски циклус који ће бити основа рада са младима наредних година.
Покрећу Филмски дебатни клуб. Уз пун ангажман у подршци демократским променама, у њиховом фокусу су и даље били најрањивији – расељене породице са Косова и Метохије. Људи у колективним центрима снабдевани су неопходним стварима: лековима, школским прибором, спортском опремом.

## Развој организације у периоду (2001 - 2003)
У овом периоду Група 484 реализовала је више од 100 пројеката намењених различитим старосним групама у области психо - социјалне и правне подршке, уметности, филма, предузетништва, социјалног предузетништва.  
Група 484 постаје члан Мреже за помоћ избеглицама југоисточне Европе, коју чине 24 невладине организације, а пружају подршку избеглицама и расељеним у Албанији, БиХ, Хрватској, Македонији и СЦГ. У сарадњи са Балканском мрежом за људска права направили су компаративне анализе у свим земљама у региону у односу на статус избеглих и расељених, постојеће правне регулативе и њихову примену. 
У овој години реализовали су и пројекте: „Пут према ненасиљу“ , „Отворена врата“, „Седми континент острво племенитог одрастања“. 
Постали су члан Европског савета за избеглице мрежи од 74 НВО  које  помажу избеглицама у 29 земаља. 
Са намером да људима који су пред дилемом вратити се (у Хрватску), или остати (у Србији) помогли су сагледавању обе могућности, а широј јавности предочили судбину људи који су се нашли у тој причи, са продуцентском кућом Квадрат снимили су документарни филм „Повратак”. 
Пројекат „Биоскоп који лечи“ развијао је осетљивост и разумевање младих, али и читаве заједнице (унутар десет градова у Србији) за потребе њихових суграђана који имају менталне и физичке потешкоће.

## Рад у пандемији (2020)
Крајем 2020. године, на основу искустава учесника активности и њихових изјава, направљен је календар за 2021. годину, под називом „Наше данас, наше сутра – мигрантски пут током епидемије”. Календар је настао са циљем подизања свести о превенцији ширења вируса КОВИД-19 и представљања искустава ношења људи из избегличке популације са том ситуацијом, а у склопу ПАЦТ пројекта који Група 484 реализује у сарадњи са ГИЗ-ом.

## Награда
- Pax Christi International 1996. године[3]

## Референцe
1. 1 2 3 4 5 6 7 8 9 10  „Grupa 484”. Grupa 484 (на језику: српски). Приступљено 2022-12-27.
2. ↑  „PAX CHRISTI International”. PAX CHRISTI International (на језику: енглески). Приступљено 2022-12-27.
3. ↑  „PAX CHRISTI International”. PAX CHRISTI International (на језику: енглески). Приступљено 2023-02-19.